# جيمس تايلور
جيمس تايلور (بالإنجليزية: James Taylor) (و. 1948  م) هو مغن مؤلف، وموسيقي، وكاتب، وعازف قيثارة، من الولايات المتحدة الأمريكية، ولد في بوسطن، هو عضوٌ في الحزب الديمقراطي الأمريكي.

## التعليم
تعلم في Milton Academy ‏.

## جوائز
حصل على جوائز منها:
- مركز كينيدي الثقافي (2016)
- شخصية ميوزيكارس للسنة [الإنجليزية]‏ (2006)
- وسام الحرية الرئاسي
- الميدالية الوطنية للفنون.

## وصلات خارجية
- جيمس تايلور على موقع IMDb (الإنجليزية)
- جيمس تايلور على موقع الموسوعة البريطانية (الإنجليزية)
- جيمس تايلور على موقع ميوزك برينز (الإنجليزية)
- جيمس تايلور على موقع رولينغ ستون (الإنجليزية)
- جيمس تايلور على موقع قاعدة بيانات برودواي على الإنترنت (الإنجليزية)
- جيمس تايلور على موقع إن إن دي بي (الإنجليزية)
- جيمس تايلور على موقع أول ميوزيك (الإنجليزية)
- جيمس تايلور على موقع ديسكوغز (الإنجليزية)
- جيمس تايلور على موقع قاعدة بيانات الفيلم (الإنجليزية)